# بومرنغ (قناة)
بوميرانغ هي قناة تلفزيونية تعرض الصور المتحركة القديمة خاصة التي أنتجتها شركتي هانا-باربيرا ووارنر براذرز أنيميشن. كذلك صور متحركة مختارة من إستيديوهات كارتون نتورك. هذه القناة متوفرة في أوروبا، أفريقيا, و الشرق الأوسط. قناة بوميرانغ تبث 100% باللغة الإنجليزية, البولندية و الرومانية. لكن كل برامجها متوفرة كذلك بالهنغارية، العربية و اليونانية. بوميرانغ هي قناة أخت لكارتون نتورك.